# Жубеєво
Жубеєво (словен. Žubejevo) — поселення в общині Камник, Осреднєсловенський регіон, Словенія. Висота над рівнем моря: 652,8 м.